# Brey (Allemagne)
Brey est une municipalité du Verbandsgemeinde Rhens, dans l'arrondissement de Mayen-Coblence, en Rhénanie-Palatinat, dans l'ouest de l'Allemagne.